# SSV Jeddeloh
El SSV Jeddeloh es un equipo de fútbol de Alemania que juega en la Regionalliga Nord, una de las ligas regionales que conforman la cuarta división de fútbol en el país.

## Historia
Fue fundado el 15 de junio de 1951 en el municipio de Edewecht del distrito de Ammerland y militó a escala nacional hasta 1991, justo después de la reunificación alemana, regresando cuatro años después a las ligas regionales.
En los inicios del siglo XXI el club pasó entre la quinta y sexta división alemana, incluso jugando en la séptima categoría en 2010. En la temporada 2016/17 gana el título de la Niedersachsenliga, con lo que jugará en la Regionalliga Nord en la temporada 2017/18 por primera vez en su historia.

## Jugadores

### Jugadores destacados
- Florent Baloki-Milandou
- Radek Špiláček
- Julian Lüttmann

## Palmarés
- Niedersachsenliga: 1

2016/17